# Gregori Warchavchik
Gregori Ilych Warchavchik (* 2. April 1896 in Odessa; † 27. Juli 1972 in São Paulo) war ein brasilianischer Architekt. Er gilt in seinem Land als einer der wichtigsten Vertreter der ersten Generation der Architekten der Klassischen Moderne.
Warchavchik studierte zunächst an der Akademie der Schönen Künste in Rom, bevor er 1923 nach Brasilien emigrierte, wo er später auch die Staatsangehörigkeit annahm. In den Jahren 1927/28 entwarf er in São Paulo ein Wohnhaus für sich, das heute als erstes Haus der Moderne in Brasilien gilt. Er entwarf unter anderem das 1967 eröffnete Lasar Segall Museum in São Paulo.

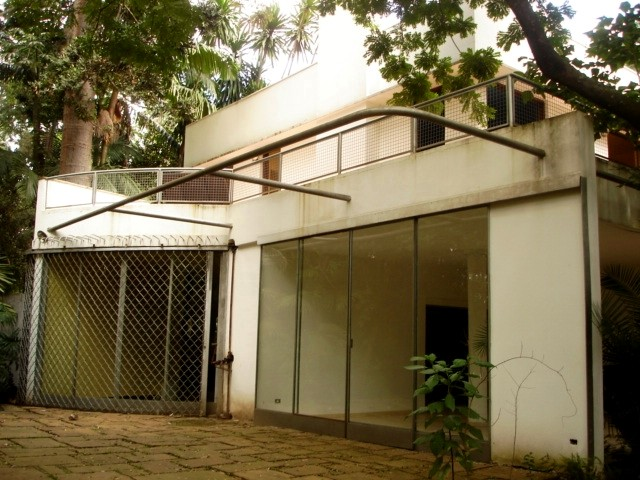
Casa Modernista (1927–28)